# Aderus punctatus
Aderus punctatus es una especie de coleóptero de la familia Aderidae. Fue descrita científicamente por Maurice Pic en 1905.